# 小行星5417
小行星5417（5417 Solovaya）是一颗围绕太阳公转的小行星。1981年8月24日，拉迪斯拉夫·布羅傑克在克萊季发现了此天体。
这颗小行星的绝对星等为93.62937等。